# Río Aguán
Le Río Aguán est un fleuve du Honduras.